# George Cochrane Hazelton

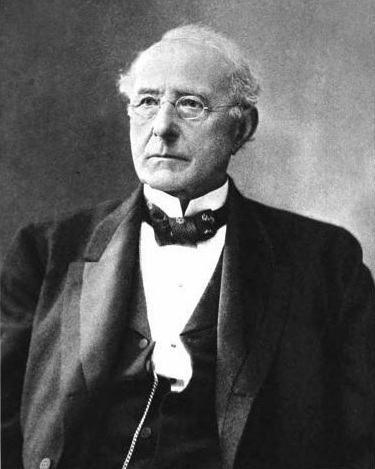
George Cochrane Hazelton

George Cochrane Hazelton (* 3. Januar 1832 in Chester,  Rockingham County, New Hampshire; † 4. September 1922 ebenda) war ein US-amerikanischer Politiker. Zwischen 1877 und 1883 vertrat er den Bundesstaat Wisconsin im US-Repräsentantenhaus.

## Werdegang
George Hazelton war ein jüngerer Bruder von Gerry Whiting Hazelton (1829–1920), der zwischen 1871 und 1875 ebenfalls den Staat Wisconsin im Kongress vertrat. Er war außerdem ein Neffe von Clark B. Cochrane (1815–1867), der zwischen 1857 und 1861 für den Bundesstaat New York im US-Repräsentantenhaus saß. George Hazelton besuchte die öffentlichen Schulen seiner Heimat und die Pinkerton Academy. Danach war er an der Dummer Academy in Massachusetts. Im Jahr 1858 absolvierte er das Union College in Schenectady. Nach einem anschließenden Jurastudium und seiner im Jahr 1858  erfolgten Zulassung als Rechtsanwalt begann er ab 1863 in Boscobel (Wisconsin) in seinem neuen Beruf zu arbeiten. Zwischen 1864 und 1868 war Hazelton Bezirksstaatsanwalt im Grant County.
Politisch war Hazelton Mitglied der Republikanischen Partei. Zwischen 1867 und 1871 gehörte er dem Senat von Wisconsin an; ab 1869 war er dessen Präsident. Bei den Kongresswahlen des Jahres 1876 wurde er im dritten Wahlbezirk von Wisconsin in das US-Repräsentantenhaus in Washington, D.C. gewählt, wo er am 4. März 1877 die Nachfolge von Henry S. Magoon antrat. Nach zwei Wiederwahlen konnte er bis zum 3. März 1883 drei Legislaturperioden im Kongress  absolvieren. Ab 1881 war er dort Vorsitzender des Committee on Pacific Railroads.
Im Vorfeld der Wahlen des Jahres 1882 wurde Hazelton von seiner Partei nicht für eine weitere Amtszeit nominiert. Er blieb in der Bundeshauptstadt Washington und arbeitete dort als Anwalt. Zwischen 1889 und 1893 war er unter Präsident Benjamin Harrison Bezirksstaatsanwalt für den District of Columbia. Danach hat Hazelton keine weiteren öffentlichen Ämter mehr bekleidet. Er starb am 4. September 1922 im Alter von 90 Jahren während eines Besuchs in seinem Geburtsort Chester. Anschließend wurde er in Schenectady beigesetzt.